# Sydamerikanska mästerskapet i basket 1942
Sydamerikanska mästerskapet i basket 1942 spelades i Santiago de Chile, Chile och vanns av Argentina. 5 lag deltog, och för första gången sedan 1935 års turnering vann inte hemmalaget.

## Slutställning
1. Argentina
2. Uruguay
3. Chile
4. Brasilien
5. Ecuador

## Resultat

### Inledande omgång
Alla mötte varandra en gång, och spelade totalt 4 matcher. En nyhet var att inbördes möten avgjorde vem som skulle bli trea, och Chile tog bronset. 
| Placering | Lag       | Poäng | Vinst | Förlust | Gjorda poäng | Insläppta poäng | Poängskillnad |
| --------- | --------- | ----- | ----- | ------- | ------------ | --------------- | ------------- |
| =1        | Argentina | 7     | 3     | 1       | 235          | 169             | +66           |
| =1        | Uruguay   | 7     | 3     | 1       | 149          | 121             | +28           |
| 3         | Chile     | 6     | 2     | 2       | 181          | 202             | -21           |
| 4         | Brasilien | 6     | 2     | 2       | 173          | 170             | +3            |
| 5         | Ecuador   | 4     | 0     | 4       | 169          | 245             | -76           |

| Argentina | 32 - 37 | Uruguay   |
| Argentina | 65 - 44 | Chile     |
| Argentina | 44 - 29 | Brasilien |
| Argentina | 94 - 59 | Ecuador   |
| Uruguay   | 43 - 29 | Chile     |
| Uruguay   | 33 - 36 | Brasilien |
| Uruguay   | 36 - 24 | Ecuador   |
| Chile     | 53 - 48 | Brasilien |
| Chile     | 55 - 46 | Ecuador   |
| Brasilien | 60 - 40 | Ecuador   |

### Final
Argentina och Uruguay spelade final.  Uruguay vann första matchen, men i finalen vann Argentina och tog guldet.
| Argentina | 52 - 47 | Uruguay |